# Coenosia comita
Coenosia comita este o specie de muște din genul Coenosia, familia Muscidae. A fost descrisă pentru prima dată de Huckett în anul 1936. Conform Catalogue of Life specia Coenosia comita nu are subspecii cunoscute.